# Oscar Xavier Schlömilch
Oscar Xavier Schlömilch (13 avril 1823 à Weimar - 7 février 1901 à Dresde) est un mathématicien allemand, spécialisé dans le domaine de l'analyse. Il enseigna entre autres à l'université d'Iéna et à l'université technique de Dresde.
Il est connu pour avoir donné son nom à la fonction de Schlömilch, un type de fonction de Bessel. Il écrivit également beaucoup d'articles et fut l'éditeur du journal Zeitschrift für Mathematik und Physik, dont il est un des fondateurs.

## Travaux
Il a prouvé un cas particulier de la généralisation du test de condensation de Cauchy.